# Гелен Шарман
Ге́лен Патри́ція Ша́рман (англ. Helen Patricia Sharman; нар. 31 травня 1963, Шеффілд) — перша жінка-космонавтка із Великої Британії.

## Біографія
Народилась 31 травня 1963 року.
1989 року відгукнулась на звернення, передане по радіо, про набір охочих для участі в конкурсі для вибору учасника космічного польоту в рамках проєкту «Джуно». Цей проєкт був частиною згоди, заключеної на урядовому рівні між СССР та Великою Британією. Успішно пройшовши процедуру відбору із 13 000 учасників, розпочала тренування у Зірковому містечку.
1991 року здійснила космічний політ на орбітальну станцію «Мир» на космічному кораблі Союз ТМ-12 разом із А. Арцебарським та С. Крикальовим.
1993 року за участь в космічному польоті Гелен Шарман була удостоєна звання Кавалера Ордену Британської імперії.